# 285e régiment d'infanterie territoriale
Le 285e régiment d'infanterie territoriale est un régiment d'infanterie de l'armée de terre française qui a participé à la Première Guerre mondiale.

## Création et différentes dénominations
- août 1915 : formation du 285e régiment d'infanterie territoriale
- 1919[réf. nécessaire] : dissolution

## Historique des garnisons, combats et batailles

### Première Guerre mondiale

#### Affectations
Il est affecté à la 166e brigade de la 83e division d'infanterie territoriale.

#### 1915
Le régiment est formé de soldats de la réserve de l'armée territoriale (RAT), remplaçant à partir de juin 1915 les territoriaux du 31e régiment d'infanterie territoriale qui rejoignent le front. L'état-major du 31e devient en aout 1915 celui du 285e RIT.
Le régiment est en garnison à Paris de juillet 1915 à novembre 1918.

## Drapeau

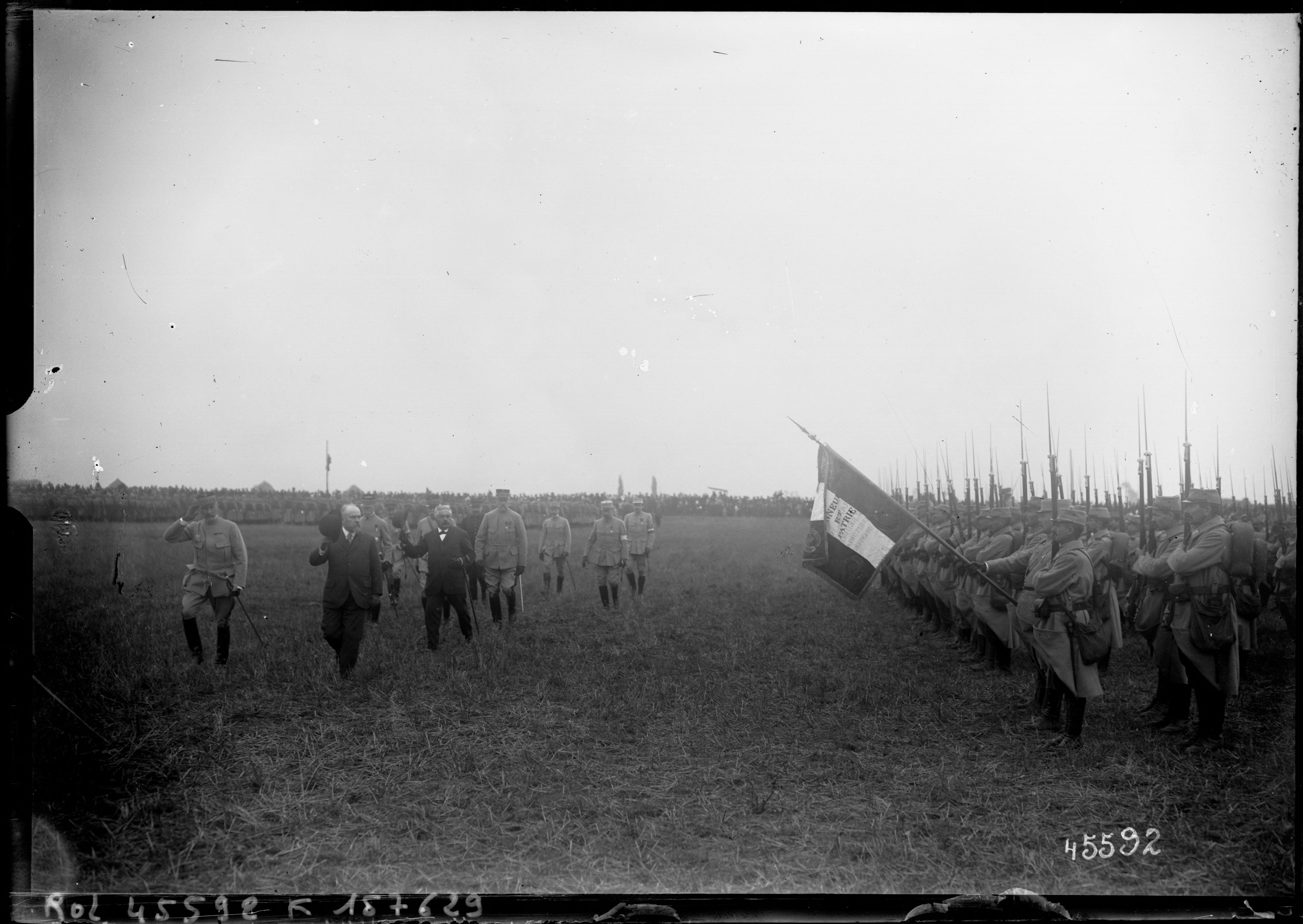
Poincaré, Millerand et Gallieni passe en revue le après que Poincaré lui a remis son drapeau, à Gonesse le 7/10/1915.

Il ne porte aucune inscription.